# Laka Mons
Laka Mons is een berg op de planeet Venus. Laka Mons werd in 1997 genoemd naar Laka, godin van de wildernis in de Hawaiiaanse mythologie.
De berg heeft een diameter van 220 kilometer en bevindt zich in het quadrangle Snegurochka Planitia (V-1).